# Péninsule Boothia

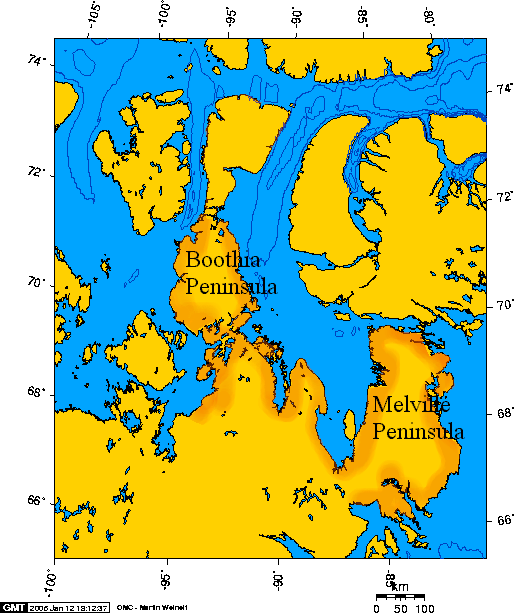
Île Somerset, péninsules Boothia et Melville ; Nunavut, Canada.

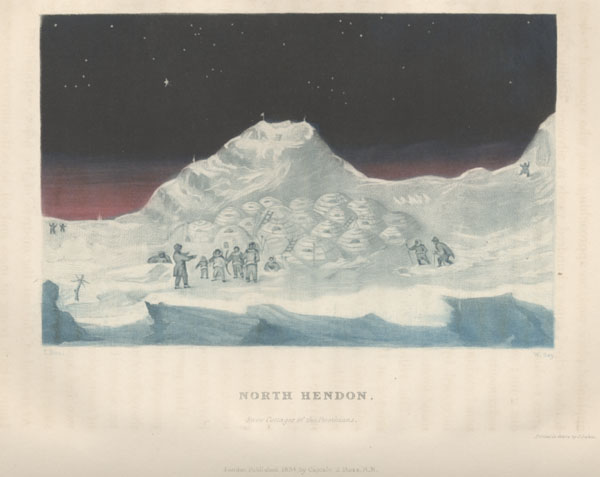
North Hendon : illustration des igloos des Inuits de Boothia dans un des livres de John Ross.

La péninsule Boothia  ou Boothia (de son nom exact Boothia Felix) est une large péninsule de l'Arctique canadien, au sud de l'île Somerset. Le Nord de la péninsule est le point continental le plus septentrional du Canada et de l'Amérique du Nord. La péninsule Boothia est séparée de l'île Somerset par le détroit de Bellot.
Elle fut nommée ainsi par l'explorateur polaire britannique John Ross en 1829 d'après Felix Booth, le patron de la seconde expédition de Ross. Ross dénombra une grande communauté inuite dont il décrivit l'habitat comme des "snow cottages" – les igloos – et l'immortalisa dans la peinture North Hendon.
Le pôle Nord magnétique fut situé sur un point de la péninsule par James Clark Ross.
Bien que continentale, la péninsule est souvent géographiquement intégrée à l'archipel arctique canadien, où elle est imbriquée.